# استرلینگ تراکس
استرلینگ تراکس (انگلیسی: Sterling Trucks) شرکت خودروسازی آمریکایی است، که در سال ۱۹۰۶ تأسیس شد.